# Кастова система
Систе́ма ка́стова — одна з форм соціальної стратифікації, яка є деяким числом ієрархічно ранжированих, закритих ендогамних страт з системою наказаних ролей, де заборонені шлюби і різко обмежені контакти між представниками різних каст.

## Особливості системи в Індії
Великий Індійський півострів у доісторичні часи мав населення темної барви. Його залишками є дравіди, що дотепер живуть у південному Декані. Але в різні часи в Індостан напливали племена із Середньої Азії, так що етнічний характер Індії є доволі різноманітним.
У II тис. до н. е. на індійські низини вдерлися з півночі народи індоєвропейського походження. Називалися вони «арія», що означає «шляхетно уроджені». Це були скотарі, що жили зі своїх стад худоби, але також охоче займалися хліборобством. Ділилися на роди й племена та підкорялися королям, що мали спадкову владу.
Дуже скоро утворилися суспільні класи: жерців — «брагманів», войовників — «кшатрія» та хліборобів — «вайшія». Місцевих жителів вони частково винищили, та завоювали і зробили невільниками — «шудра». Пізніше цей класовий поділ став ще суворішим, так що перехід від одної касти до іншої був заборонений. Утворилися й різні другорядні класи, кожен з яких мав свої окремі права, вірування і звичаї. Вони створили стародавню культуру, стародавню цивілізацію.
Період з II тисячоліття до першої половини І тисячоліття до н. е. дістає назву Ведійський. З посиленням суспільної нерівності людей очолює — «раджа», який спочатку обирається всім населенням а потім ця посада стає спадковою. Деяка роль належить народним зборам які поступово трансформуються у збори знаті. Органи племінної організації перетворюються в державні органи. Помічником раджі стає жрець. Тимчасова дружина переростає у постійне військо. Вирішується проблема з податкообкладанням. 
Таким чином на базі родоплемінних колективів виникають державні утворення, не великі за територіальною ознакою, форма правління монархія, абсолютна республіка. Суспільний устрій характеризується нерівністю.
Політико-правова думка Стародавньої Індії сформувалась під впливом міфологічних і релігійних уявлень про владу. Саме цим можна пояснити те, що протягом багатьох віків жриці (брахмани) займали домінуючу роль в духовному і соціально-політичному житті країни. Ідеї ідеології брахманізму зустрічаються у пам'ятниках II тисячоліття до н. е. і називаються Ведами. Саме в них говориться про поділ суспільства на чотири касти. Така будова суспільства передбачає місце і роль певної касти, а також права і обов'язки їх до інших членів суспільства.
Слід відмітити, що всі члени каст були вільними. Існування рабів передбачалось, але вони були поза кастами. Щодо прав членів різних каст, то тут було певне розмежування. Перших дві (брагмани — жриці і кшатрії — воїни) були домінуючими, дві інші (вайші, включаючи селян, ремісників, торговців; шудри, вільні низи) — підлеглими.
Індійські жерці уявляли собі божество як духовну силу, що проникає у весь світ, творить його й усе наново відроджує. Такий світогляд названо пантеїзмом (або теопанізмом, як це означують деякі дослідники). З ним в'язалися вірування в мандрівку душ. По смерті людини душа переходить у якесь друге єство — другу людину, звіра, рослину. Ступінь підвищення чи пониження залежить від суми добрих чи лихих справ померлого, що зветься «карма». Тільки по довгому часі людина закінчує своє коло життя — «самсару» — доходить до визволення — «нірвани». Віра в мандрівку душ поглибила різницю між суспільними класами Індії: брахмани вважали себе за священний стан, що найскоріше осягає спасіння, інші верстви мусили проходити довгу мандрівку, — чим хто нижчий тим довшу. Життя й релігію Індії в найдавніші часи пізнаємо із старовинних пісень, званих веда («знання»). Найстаріша їх частина зветься «Рігведа» — («знання пісень»).
Згідно з релігійним віруванням бог-творець — Брахма створив брахманів із своїх уст, кшатріїв з рук, вайшів з стегон і шудр із ступнів. Для кожної варни були своя дгарма (закон життя).